# Dwuspójna składowa
Dwuspójna składowa - maksymalny podzbiór krawędzi grafu, taki że każda krawędź jest częścią cyklu prostego w stosunku z każdą inną krawędzią. W dwuspójnej składowej pomiędzy każdą parą wierzchołków istnieją dwie rozłączne krawędziowo drogi.